# Jørgen Bojsen-Møller
Jørgen Bojsen-Møller (født 17. april 1954) er en dansk sejlsportsmand, der gennem årtier har deltaget på højt niveau i flere forskellige bådtyper. Han har oftest sejlet med lillebroren Jacob Bojsen-Møller; parret har blandt andet vundet VM i Flying Dutchman seks gange, senest i 2018, hvor Jørgen Bojsen-Møller var 62 og hans lillebror 60 år. Brødrene har også sammen deltaget ved de olympiske lege: I 1980 blev de nummer 6 og i 1984 nummer 4, begge gange i Flying Dutchman.
Bojsen-Møller har også sejlet med andre end sin bror. Sammen med Christian Grønborg vandt han OL-guld i Flying Dutchman i 1988, og med fætteren Jens Bojsen-Møller vandt han bronze ved OL i 1992.
Jacob Bojsen-Møller er søn af Aage Bojsen-Møller, der var en markant skikkelse i dansk sejlsport. 